# Прогноза (наука)
Вижте пояснителната страница за други значения на прогноза.
Прогноза или също като научна прогноза (от старогръцки πρόγνωσις, на гръцки: πρόγνωση, буквално „предварително знание, предвиждане, предварително взето решение“) означава научно обосновано предвиждане на бъдещето състояние или развитие на процес или явление въз основа на характерни белези и известни данни (като универсален научен термин).
Това е способ, чрез който се предвижда развитието на източника на информация. Такова предвиждане става въз основа на придобитата информация.
Методи, използвани за съставянето на научни прогнози са:
- статистически
- чрез моделиране, на базата на съществуващи динамични модели
- създаване на научни хипотези